# Hermann-Friedrich Joppien
Hermann-Friedrich Joppien (19 de julho de 1912 - 25 de agosto de 1941) foi um oficial alemão que serviu na Luftwaffe durante a Segunda Guerra Mundial. Foi condecorado com a Cruz de Cavaleiro da Cruz de Ferro com Folhas de Carvalho.

## Condecorações
| Cruz de Ferro (1939) 2ª Classe                                  | 13 de dezembro de 1939 |
| Cruz de Ferro (1939) 1ª Classe                                  | 10 de junho de 1940    |
| Cruz de Cavaleiro da Cruz de Ferro                              | 16 de setembro de 1940 |
| Cruz de Cavaleiro da Cruz de Ferro com Folhas de Carvalho nº 11 | 23 de abril de 1941    |
| Mencionado três vezes na Wehrmachtbericht                       |                        |